# Loi anti-cadeaux
Les lois anti-cadeaux sont, en France, un ensemble de textes de lois qui encadrent les dons, avantages, conventions, rémunérations entre l'industrie pharmaceutique et les professionnels de santé.

## Cadre réglementaire
La loi de janvier 1993 dite loi Beregovoy, la loi Bertrand de 2011, la loi Touraine de janvier 2016, l'ordonnance de janvier 2017 ont été complétées par des décrets et arrêtés de 2020,,,. Il est possible d'évoquer un Physician Payments Sunshine Act à la française.

## Principe de la loi
Le dispositif « anti-cadeaux » interdit à toute entreprise ou laboratoire pharmaceutique fabriquant ou commercialisant des produits ou des dispositifs de santé remboursés par la sécurité sociale d'inciter les professionnels de santé à prescrire ou délivrer ces produits ou dispositifs. Cette incitation peut passer par des rétributions directes ou indirectes sauf si ces dernières sont de valeur dite « négligeable ». Réciproquement, les professionnels de santé ne sont pas autorisés à accepter de tels cadeaux. Il s'agit là d'un véritable dispositif anti-corruption dans le but de « moraliser » les relations entre les industriels et les professionnels de santé dans un cadre de co-responsabilité pénale.

## Historique
Dès la loi du 27 janvier 1993, renforcée et étendue par la loi du 29 décembre 2011, est posé le principe même de l’interdiction pour les professionnels de santé de recevoir des rétributions directes ou indirectes sous quelque forme que ce soit, de la part des laboratoires fabriquant ou commercialisant des produits ou des dispositifs de santé. Pour ces entreprises, le fait d'offrir ou de fournir de tels avantages est également interdit. La transparence de ces échanges éventuels est fixée par la loi du 29 décembre 2011 et son décret d'application du 21 mai 2013. Le contrôle est effectué par le Service National des Enquêtes (SNE) de la Direction générale de la concurrence, de la consommation et de la répression des fraudes (DGCCRF). 
Une des premières conséquences directe ou indirecet est la diminution, à partir de 2011, du nombre de délégués médicaux ainsi que du budget des activités de publicité promotionnelle.
Le décret de 2013 de Marisol Touraine, dit « Sunshine Act », va plus loin en créant une obligation de publication des liens entre les laboratoires pharmaceutiques et les professionnels de santé afin d'en avoir une totale transparence.
Cependant fin 2013, deux ans après le vote de la loi, selon la revue Prescrire, « moins de 30 % des entreprises concernées ont publié les données sur les "avantages accordés". Ces données sont dispersées sur les sites des différents Ordres professionnels et sur ceux des multiples filiales des firmes. Et elles sont inaccessibles depuis les moteurs de recherche en raison d'un avis controversé de la Commission nationale de l'informatique et des libertés (CNIL) recommandant la désindexation de ces données. »
Le 26 janvier 2016, la loi de modernisation du système de santé autorise le Gouvernement français à prendre, par voie d’ordonnance, des mesures pour élargir le champ de la loi anti-cadeaux en donnant plus de pouvoir aux ordres professionnels pour la mettre en œuvre.
En juin, en août et en septembre 2020, ces textes sont complétés par un décret et quatre arrêtés,,.

## Détails de la loi

### Professionnels concernés
Selon le texte, les professionnels de santé concernés sont les personnes physiques ou morales autorisées à exercer par les agences régionales de santé ou fournissant une prestation prise en charge soit par les régimes obligatoires de sécurité sociale au titre de l'assurance maladie, de l'assurance-invalidité ou de l'assurance maternité, soit par l'aide médicale d'État, soit par l’État.
Les entreprises concernées par la loi anti-cadeaux sont celles assurant des prestations, produisant ou commercialisant des produits pris en charge par les régimes obligatoires de Sécurité sociale.

### Valeurs négligeables
L'arrêté du 7 août 2020 fixe les montants « en deçà desquels les avantages en nature ou en espèces sont considérés comme d'une valeur négligeable. » Sa mise en application est également fixée le 1er octobre 2020.

### Convention pour autorisation
- Un décret, publié au Journal officiel du 17 juin 2020, est entré en application le 1er octobre 2020. Il décrit les types d'avantages offerts par les entreprises et précise les personnes physiques ou morales concernées, la nature et les modalités des éventuelles dérogations, les conditions du régime de déclaration et d’autorisation des dérogations[5].
- Un arrêté, également publié le 7 août 2020, fixe les montants à partir desquels une convention est soumise à autorisation[7].

### Sanctions
Le dispositif anti-cadeaux doit faire l’objet de contrôles par les Ordres professionnels. Les infractions sont punies d'amendes, d’interdiction d’activité, d’exclusion des marchés publics voire de prison.